# 駒井重格
駒井 重格（こまい しげただ、1852年10月4日（嘉永5年8月21日） - 1901年（明治34年）12月9日）は、日本の官僚、経済学者。専修大学創始者の一人。伊勢国桑名藩士・駒井重周の子。

## 来歴・人物
15歳で家督を継ぎ、戊辰戦争で桑名藩の軍に加勢・参戦。アメリカ・オランダ改革派教会のブラウン宣教師のブラウン塾で英語を学び、1874年、旧桑名藩主の松平定敬・定教父子と共にアメリカ留学し、ラトガース大学で経済学を学び、1879年に帰国。1880年、相馬永胤・田尻稲次郎・目賀田種太郎らと専修学校（現在の専修大学）を創立。その後、大蔵省国債局長や参事官、農商務省参事官などの要職を歴任。
また、教育者としても活躍し、1878年9月に、江木高遠、鈴木智雄らと共に東京府第一中学英語教諭、1899年3月に高等商業学校（現在の一橋大学）第10代目校長、専修学校（現在の専修大学）講師、さらに岡山県中学校兼岡山師範学校長、岡山県商法学校長などを務めた。また、田尻稲次郎とともにフィリピーヌ・ルロア＝ボリューの『財政学概論』を翻訳・祖述し、フランス財政学を導入した。

## 栄典・授章・授賞
位階
- 1886年（明治19年）7月8日 - 従六位[3]
- 1901年（明治34年）12月8日 - 従四位[4]

勲章等
- 1896年（明治29年）12月25日 - 勲六等瑞宝章[5]
- 1900年（明治33年）6月30日 - 勲五等瑞宝章[6]
- 1901年（明治34年）12月9日 - 勲四等瑞宝章[4]

## 関連文献
- 「高等商業学校長兼大蔵省参事官正五位勲五等駒井重格特旨ヲ以テ位一級被進」（国立公文書館所蔵 「叙位裁可書・明治三十四年・叙位巻十八」）
- 小峰保栄 「駒井重格先生小伝」（『専修商学論集』第20号、専修大学学会、1976年2月、NCID AN0013244X）
- 西羽晃 「駒井重格について」（『美術館紀要』第1号、桑名市立文化美術館、1979年7月）
- 瀬戸口龍一 「駒井重格の軌跡 : 「駒井重格先生小伝」再考」（『専修大学史紀要』第2号、専修大学大学史資料課、2010年3月、NAID 120003311238）